# André Neves (matemático)
André da Silva Graça Arroja Neves (Lisboa, 1975) é um matemático português.
Foi condecorado com o Prémio Philip Leverhulme em 2012, e com o Prémio Whitehead em 2013, "por seu trabalho em análise geométrica e, em particular, sua resolução da conjectura de Willmore, juntamente com Fernando Codá Marques."
Foi palestrante convidado do Congresso Internacional de Matemáticos em Seul (2014: Novas aplicações na teoria Min-max). Em novembro de 2015 foi distinguido com o Prémio Novos Horizontes na Matemática. e no ano seguinte, juntamente com  Fernando Codá Marques, recebeu o  Prémio Oswald Veblen de Geometria.